# Івлієв Валентин Іванович
Валенти́н Іва́нович Івлі́єв (9 вересня 1948, Нарусков — 2 лютого 2022, Вінниця) — графік, живописець. Член Національної спілки художників України з 1995 р. Лауреат премії «Кришталева вишня» (2023).

## Життєпис
Народився 9 вересня 1948 р. у с. Нарускові Горьківської обл. (Нижньогородська губ., Росія). 1973 р. закінчив Одеське державне художнє училище ім. М.Б. Грекова, живописне відділення. Педагоги: Лукін СІ., Філіпченко В. В.
1980 р. закінчив Український поліграфічний інститут ім. І. Федорова, відділення графіки. З 1973 р. працював викладачем Вінницької дитячої художньої школи.

## Персональні виставки
Учасник обласних виставок з 1974 р., всеукраїнських — з 1994 р. Учасник міжнародного пленеру в м. Кельці, Польща — 1995 р.
Працює в техніках графіки та станкового живопису, у жанрах портрету та пейзажу. Твори зберігають у Вінницькому обласному художньому музеї та приватних колекціях.